# Eva Ortiz Vilella
Eva Ortiz Vilella más conocida como Eva Ortiz, es una política española (Orihuela, Alicante, 16 de octubre de 1975), secretaria primera del Senado de España en la XV legislatura. Fue Portavoz del Grupo Parlamentario Popular, secretaria general del Partido Popular de la Comunidad Valenciana y diputada en las Cortes Valencianas desde 2015.

## Biografía
Nacida en el municipio alicantino de Orihuela (San Bartolomé) el 16 de octubre de 1975.
Es funcionaria del Ayuntamiento de Orihuela (Alicante). Comenzó su carrera política como militante del Partido Popular de la Comunidad Valenciana (PPCV).
Tiempo más tarde llegó a ocupar su primer cargo de responsabilidad como Primera Teniente de Alcalde y Concejala de Urbanismo, Patrimonio y Medios de comunicación del Ayuntamiento de Orihuela, entre 2003 y 2007. Y desde ese último año hasta 2011 fue Concejala de Fomento, Ocupación, Industria y Habitaje.
Durante esa época, al mismo tiempo se presentó en las listas del Partido Popular a las Elecciones al Parlamento Europeo de 2009.
Tras la entrada en vigor del Tratado de Lisboa por el que se ampliaba la composición de la Eurocámara en 18 personas más, permitió el acceso de Eva Ortiz como eurodiputada el 1 de diciembre de 2011.

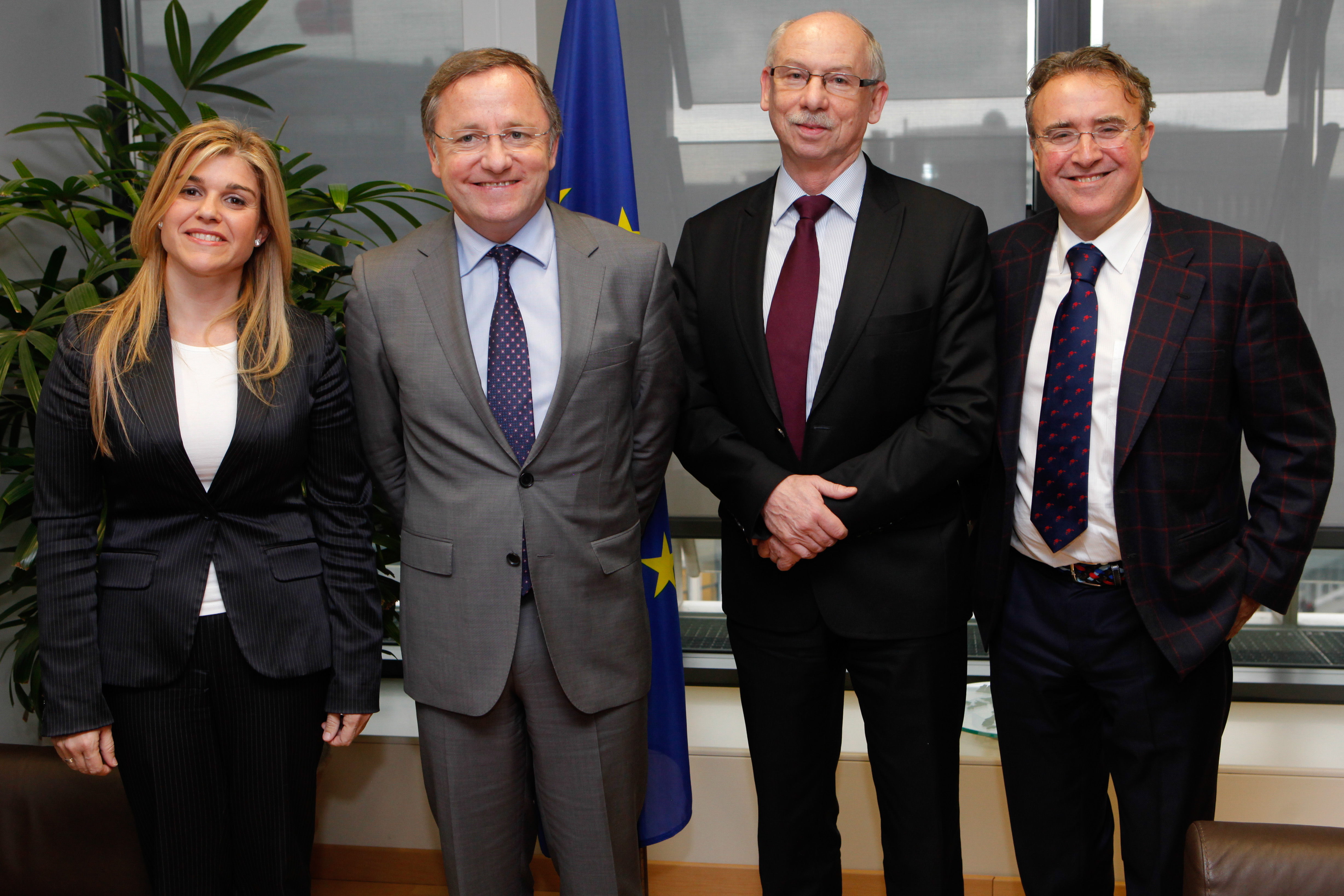
Eva Ortiz Vilella, eurodiputada, Juan Carlos Moragues Ferrer, Conseller de Hacienda de GVA, el Comisario Janusz Lewandowski y Salvador Garriga Polledo, eurodiputados en el año 2014

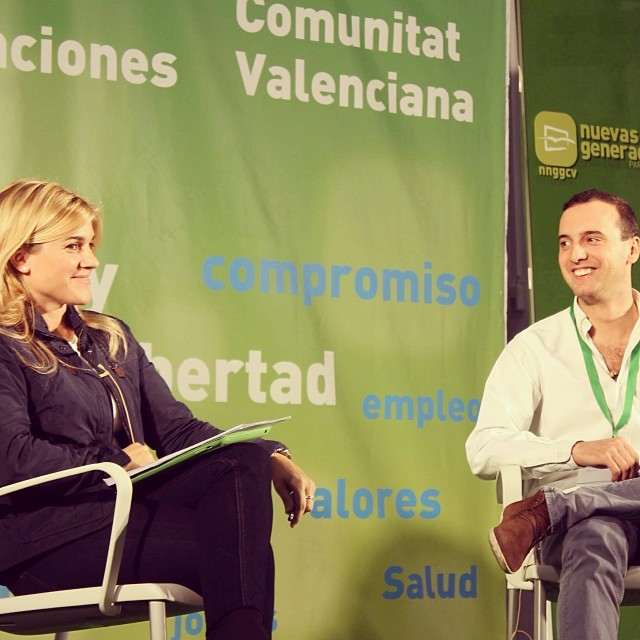
Eva Ortiz Vilella en 2014 en un acto de Nuevas Generaciones del Partido Popular

Unos meses antes, el 9 de junio de ese mismo año, había sido escogida como diputada en las Cortes Valencianas pero tuvo que renunciar el 9 de diciembre por incompatibilidad. Posteriormente formó parte de la lista del PPCV a las Elecciones al Parlamento Europeo de 2014.

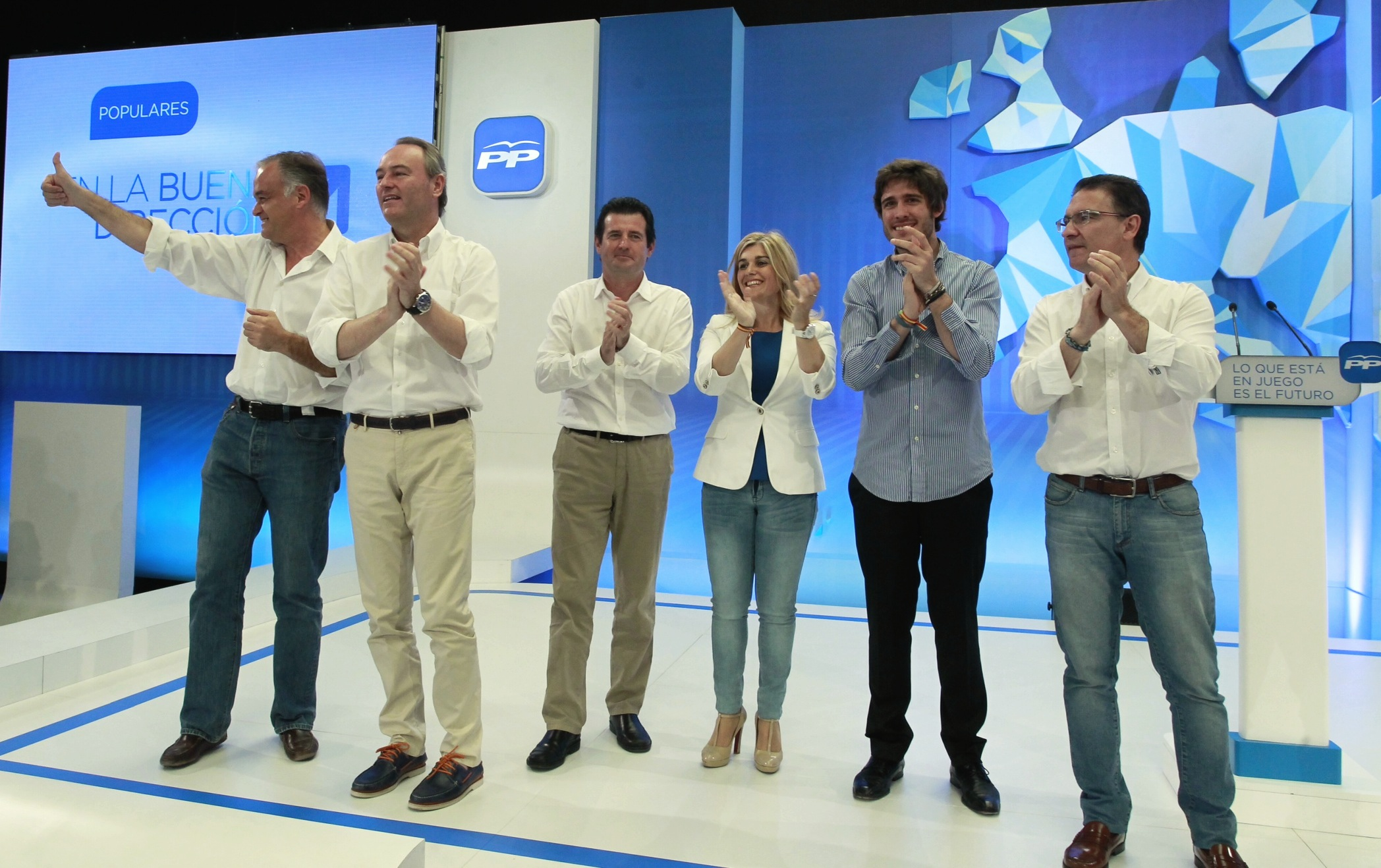
Alberto Fabra, José Císcar, Esteban González Pons y Eva Ortiz Vilella participan en el acto central de campaña del Partido Popular de Alicante para las Elecciones al Parlamento Europeo de 2014 en España

En 2015 fue nombrada Coordinadora General del Partido Popular de la Comunidad Valenciana, diputada en las Cortes Valencianas por la Provincia de Alicante

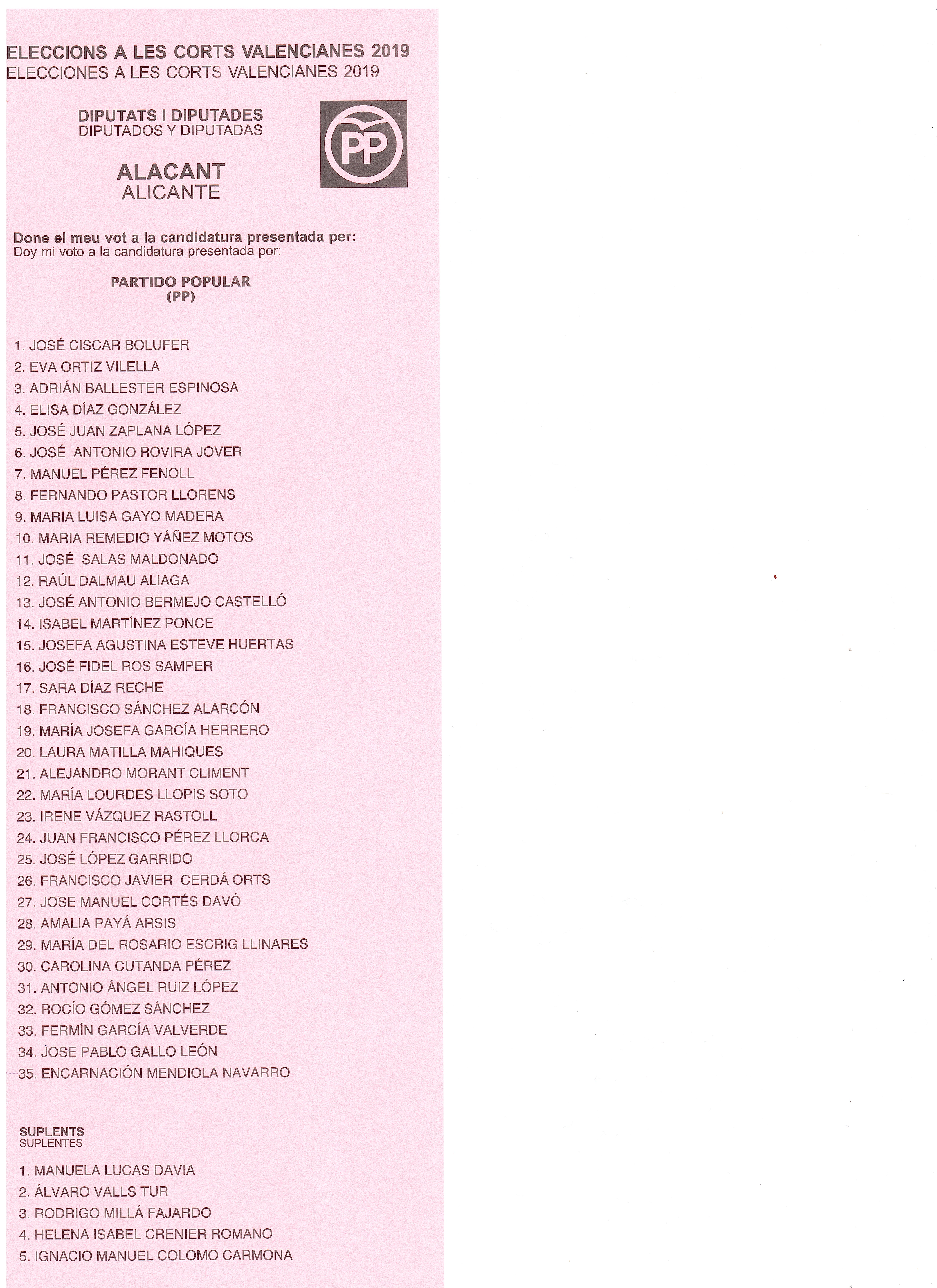
Papeleta electoral del Partido Popular para las Elecciones a las Cortes Valencianas de 2019, por la circunscripción de Alicante

y Portavoz Adjunta del Grupo Parlamentario Partido Popular de la Comunidad Valenciana.Desde julio de 2021, fue sustituida como secretaria general del Partido Popular de la Comunidad Valenciana por María José Català y desde septiembre de 2021 también fue sustituida como síndica del PP en Les Corts también por María José Català.